# Leichtathletik-Länderkampf der Frauen 1967 Großbritannien – BR Deutschland
| 10. Leichtathletik-Länderkampf mit bundesdeutscher Beteiligung 1967 | 10. Leichtathletik-Länderkampf mit bundesdeutscher Beteiligung 1967 |
| ------------------------------------------------------------------- | ------------------------------------------------------------------- |
|                                                                     |                                                                     |
| Ländervergleich der Frauen: Großbritannien – BR Deutschland         |                                                                     |
| Austragungsort                                                      | London                                                              |
| Wettbewerbe                                                         | 11                                                                  |
| Datum                                                               | 22./23. September                                                   |
| 1. GBR 2. FRG                                                       | 66 Punkte 65 Punkte                                                 |
| Chronik                                                             |                                                                     |
| ← GBR-FRG (M)                                                       | FRA-FRG-SUI 10kampf (M) →                                           |

Der zehnte Vergleich des Länderkampfjahres 1967 war eine Begegnung der Frauen. Am 22./23. September traten die bundesdeutschen Leichtathletinnen eine Woche nach dem Europacupfinale wie die Männer in London auf Großbritannien. Es war das achte Aufeinandertreffen der beiden Länder. Die Zwischenbilanz lautete fünf zu drei für die Bundesrepublik Deutschland.

## Wettbewerbe und Modus
Auf dem Programm standen die bei Länderkämpfen üblichen elf Disziplinen, die identisch waren mit den damals bei Olympischen Spielen angebotenen Frauenwettbewerben. Darüber hinaus wurden zwei zusätzliche Staffeln ausgetragen, eine über 4-mal-200- und eine über 3-mal-800 Meter. Die Wertung erfolgte durchgängig nach dem Standardsystem.

## Ergebnis
Im Gegensatz zum Aufeinandertreffen der Männer ging es bei den Frauen sehr eng zu Die Britinnen gewannen vier Läufe und erzielten dabei einen Doppelerfolg. Die bundesdeutschen Sportlerinnen konnten nur einen Laufwettbewerb für sich verbuchen. Von den drei Staffeln gingen zwei an Großbritannien und eine an die Bundesrepublik Deutschland. Von den Sprüngen sicherte sich Großbritannien mit einem Doppelerfolg den Hochsprung und die Bundesrepublik den Weitsprung. In allen drei Disziplinen des Bereichs Wurf/Stoß lagen die bundesdeutschen Athletinnen vorn, zweimal davon auf den Rängen eins und zwei. Damit siegte Großbritannien in der Gesamtabrechnung am Ende mit einem Punkt Vorsprung. Die Bundesrepublik Deutschland unterlag mit 65 zu 66 Punkten.

## Resultate

### 100 m
| Platz | Athletin          | Land | Zeit (s) |
| ----- | ----------------- | ---- | -------- |
| 1     | Hannelore Trabert | FRG  | 12,0     |
| 2     | Della James       | GBR  | 12,0     |
| 3     | Erika Rost        | GBR  | 12,1     |
| 4     | Anita Neil        | FRG  | 12,1     |

Datum: 22. September

### 200 m
| Platz | Athletin          | Land | Zeit (s) |
| ----- | ----------------- | ---- | -------- |
| 1     | Shena Willshire   | GBR  | 24,5     |
| 2     | Hannelore Trabert | FRG  | 24,6     |
| 3     | Maureen Tranter   | GBR  | 24,6     |
| 4     | Jutta Stöck       | FRG  | 24,7     |

Datum: 23. September

### 400 m
| Platz | Athletin          | Land | Zeit (s) |
| ----- | ----------------- | ---- | -------- |
| 1     | Lillian Board     | GBR  | 53,5     |
| 2     | Rosemary Stirling | GBR  | 54,1     |
| 3     | Helga Henning     | FRG  | 55,2     |
| 4     | Inge Eckhoff      | FRG  | 56,2     |

Datum: 22. September

### 800 m
| Platz | Athletin                | Land | Zeit (min) |
| ----- | ----------------------- | ---- | ---------- |
| 1     | Pat Lowe                | GBR  | 2:05,6     |
| 2     | Anita Rottmüller-Wörner | FRG  | 2:05,6     |
| 3     | Antje Gleichfeld        | FRG  | 2:06,4     |
| 4     | Pam Piercy              | GBR  | 2:09,6     |

Datum: 22. September

### 80 m Hürden
| Platz | Athletin         | Land | Zeit (s) |
| ----- | ---------------- | ---- | -------- |
| 1     | Mary Rand        | GBR  | 11,1     |
| 2     | Pat Jones        | GBR  | 11,3     |
| 3     | Inge Schell      | FRG  | 11,3     |
| 4     | Ursula Farthmann | FRG  | 11,4     |

Datum: 23. September

### 4 × 100 m Staffel
| Platz | Besetzung      | Land                                                   | Zeit (s) |
| ----- | -------------- | ------------------------------------------------------ | -------- |
| 1     | Großbritannien | Anita Neil Maureen Tranter Jenny Pawsey Della James    | 45,6     |
| 2     | BR Deutschland | Hannelore Trabert Jutta Stöck Erika Rost Ingrid Becker | 45,6     |

Datum: 22. September

### 4 × 200 m Staffel
| Platz | Besetzung      | Land                                                    | Zeit (min) |
| ----- | -------------- | ------------------------------------------------------- | ---------- |
| 1     | Großbritannien | Shena Willshire Mary Rand Lillian Board Maureen Tranter | 1:35,9     |
| 2     | BR Deutschland | Jutta Stöck Inge Eckhoff Erika Rost Heide Rosendahl     | 1:37,9     |

Datum: 23. September

### 3 × 800 m Staffel
| Platz | Besetzung      | Land                                                   | Zeit (min) |
| ----- | -------------- | ------------------------------------------------------ | ---------- |
| 1     | BR Deutschland | Karin Kessler Antje Gleichfeld Anita Rottmüller-Wörner | 6:22,2     |
| 2     | Großbritannien | Pam Piercy Rosemary Stirling Pat Lowe                  | 6:23,6     |

Datum: 23. September

### Hochsprung
| Platz | Athletin           | Land | Höhe (m) |
| ----- | ------------------ | ---- | -------- |
| 1     | Linda Knowles      | GBR  | 1,66     |
| 2     | Dorothy Shirley    | GBR  | 1,66     |
| 3     | Hannelore Görtz    | FRG  | 1,63     |
| 4     | Christa Kamphausen | FRG  | 1,63     |

Datum: 22. September

### Weitsprung
| Platz | Athletin      | Land | Weite (m) |
| ----- | ------------- | ---- | --------- |
| 1     | Ingrid Becker | FRG  | 6,28      |
| 2     | Mary Rand     | GBR  | 6,22      |
| 3     | Ursula Künzel | FRG  | 6,10      |
| 4     | Anita Neil    | GBR  | 5,99      |

Datum: 22. September

### Kugelstoßen
| Platz | Athletin          | Land | Weite (m) |
| ----- | ----------------- | ---- | --------- |
| 1     | Gertrud Schäfer   | FRG  | 15,33     |
| 2     | Sieglinde Schaupp | FRG  | 14,65     |
| 3     | Brenda Bedford    | GBR  | 14,59     |
| 4     | Moira Kerr        | GBR  | 11,89     |

Datum: 23. September

### Diskuswurf
| Platz | Athletin           | Land | Weite (m) |
| ----- | ------------------ | ---- | --------- |
| 1     | Liesel Westermann  | FRG  | 57,50     |
| 2     | Brigitte Berendonk | FRG  | 53,50     |
| 3     | Rosemary Payne     | GBR  | 49,54     |
| 4     | Brenda Bedford     | GBR  | 47,24     |

Datum: 22. September

### Speerwurf
| Platz | Athletin        | Land | Weite (m) |
| ----- | --------------- | ---- | --------- |
| 1     | Almut Brömmel   | FRG  | 53,78     |
| 2     | Ameli Koloska   | FRG  | 53,42     |
| 3     | Rosemary Morgan | GBR  | 47,22     |
| 4     | Susan Platt     | GBR  | 46,78     |

Datum: 23. September